# Nomada spinicoxa
Nomada spinicoxa là một loài Hymenoptera trong họ Apidae. Loài này được Schwarz mô tả khoa học năm 1987.